# Tonada de Otoño

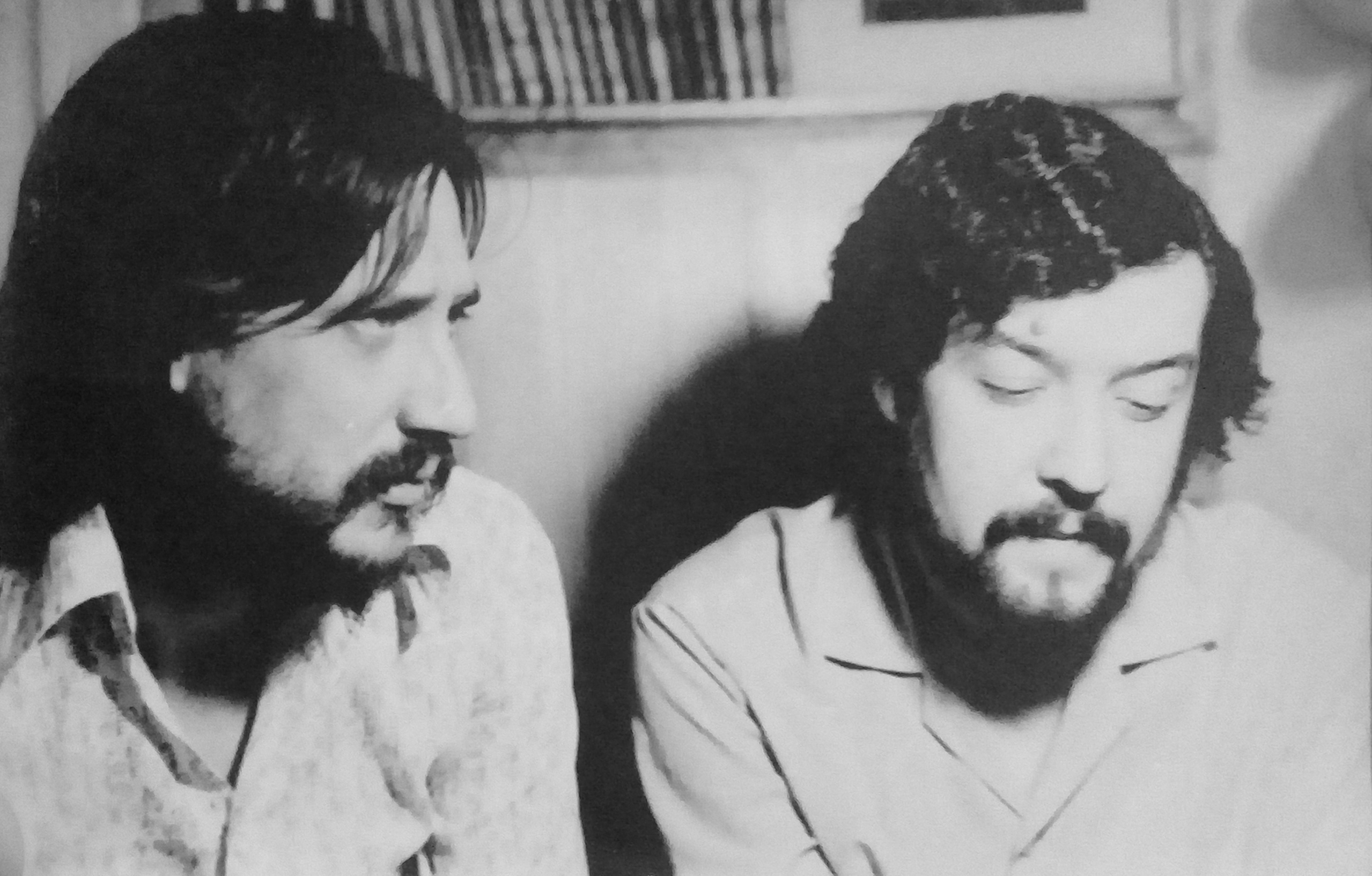
Jorge Sosa (izquierda) y Damián Sánchez (derecha) en 1972.

«Tonada del Otoño», también conocida como «Otoño en Mendoza», es una canción escrita por Jorge Sosa y compuesta por Damián Sánchez. Fue interpretada y popularizada internacionalmente por la intérprete Mercedes Sosa en su álbum "Mercedes Sosa", grabado y publicado en 1983. La canción ha sido además interpretada por varios intérpretes desde Pocho Sosa, Diego Torres, Axel, Raly Barrionuevo, entre otros. Además de poseer innumerables interpretaciones, hoy en día es considerada como una de las canciones más importantes e influyentes dentro del cancionero popular Argentino. En el año 1999, la canción fue elegida como Canción del siglo en Mendoza, en una encuesta realizada por el diario Los Andes.

## Historia
En un atardecer de abril de 1971 en Mendoza, Jorge Sosa fue a la estación terminal de micros. En la esquina de Bandera de los Andes y Alberdi se paró, porque algo le impactó. Jorge relata que: "Ese lugar es uno de los pocos en los que se puede contemplar la precordillera con amplitud. La contemplación de las montañas con azules intensos; el cielo con un degradé de colores, que pasaba por azules y celeste sobre el cenit y naranja cuando se aproximaba a la montaña y rojo allí donde los cerros se habían tragado al sol; los árboles de la zona que andaban todos amarilleando; y había algo en el aire, invisible, pero certero en las emociones."

"Entonces, yo, que había vivido el otoño en otros lugares, me dije: "No es lo mismo el otoño en Mendoza", y me fui a casa con esa frase, extendiéndola en versos mientras duró el viaje en micro. Al llegar la escribí. Salió como si me la dictaran. Se la di a Damián Sánchez para que le pusiese música."
Jorge Sosa

Dos años después, en 1973, Damián le dijo a Jorge en un asado: “¿Te acordás de aquella poesía que le escribiste al otoño?”. A lo que Jorge respondió: “¿Yo le hice una poesía al otoño?”. Damián cerró el momento: “Claro, güevón. Bueno, hice una tonada. Vení que te la hago escuchar”. Cuando Damián terminó de mostrarle su nueva composición, Jorge dijo: "Bueno, una tonadita más". Damián coincidió: "A mí me parece lo mismo. No va a pasar nada con este tema".

## Estructura
La tonada está construida sobre la base (A-A-B) que se repite en la segunda parte.  
A tiene cuatro versos decasílabos, y B tiene tres versos endecasílabos y uno decasílabo. Mas una Coda de dos versos en B al final. 
La rítmica responde a la tonada clásica, la estructura no responde a la tonada tradicional
La tonada clásica generalmente está construida sobre octosílabos que a veces se repiten y cuenta con un Cogollo que es una dedicatoria a algún personaje importante del lugar o amigo del cantor.

## Letra
No es lo mismo el otoño en Mendoza

Hay que andar con el alma hecha un niño

Comprenderle el adiós a las hojas

Y acostarse en un sueño amarillo

Tiene el canto que baja la acequia

Una historia de duende del agua

Personajes que un día salieron

A poblarnos la piel de tonadas

La brisa traviesa se ha puesto a juntar

Suspiros de nubes cansadas de andar

Esta lluvia que empieza en mis ojos

No es más que un antojo de la soledad

Es posible encontrar cada nombre

En la voz que murmuran los cerros

El paisaje reclama por fuera

Nuestro tibio paisaje de adentro

Con la tarde volver en gorriones

A morirnos de abrazo en el nido

Y tener un amigo al costado

Para hacer un silencio de amigo

La noche nos dice al llevarse al sol

Que siempre al recuerdo lo inicia el adiós

Para quien lo ha vivido en Mendoza

Otoño son cosas que inventó el amor

Para quien lo ha vivido en Mendoza

Otoño son cosas que inventó el amor